# Beyblade
Beyblade (爆転シュート ベイブレード Bakuten Shūto Beiburedo, direkte oversat til Explosive Shooting Beyblade) er en japansk animeserie.
Serien handler om Tyson Granger og hans 4 venner på teamet Bladebreakers, Kai Hiwatari, Ray Kon, Max Tate og Kenny (chef), hvis mål er at blive beyblade verdensmestre. Ved verdensmesterskabet skal de op imod Demolition boy, som består af Tala, Bryan, Spencer og Ian. De blader for Biovolt. Beyblade stammer fra et ældgammelt japansk spil for børn der kaldes "Beygoma". Beyblades er en slags snurretoppe med enorme kræfter der kan indeholde et bit-beast, som er et meget kraftfuldt magisk væsen. 
Serien består af 3 sæsoner med i alt 51 afsnit i hver. Der er også blevet lavet en film, Beyblade: The Movie - Fierce Battle, der foregår i slutningen af 2. sæson og starten af 3. sæson.
Den 9. august 2008 blev de nye beyblades udgivet i Japan, denne gang lavet af metal i stedet for plastik, som de gamle var lavet af. Der er allerede tale om en ny anime der får premiere i april 2009 i Japan med nye figurer og en ny historie. Man har dog endnu ikke hørt noget om en ny manga der også skulle udgives.